# Knipperbol

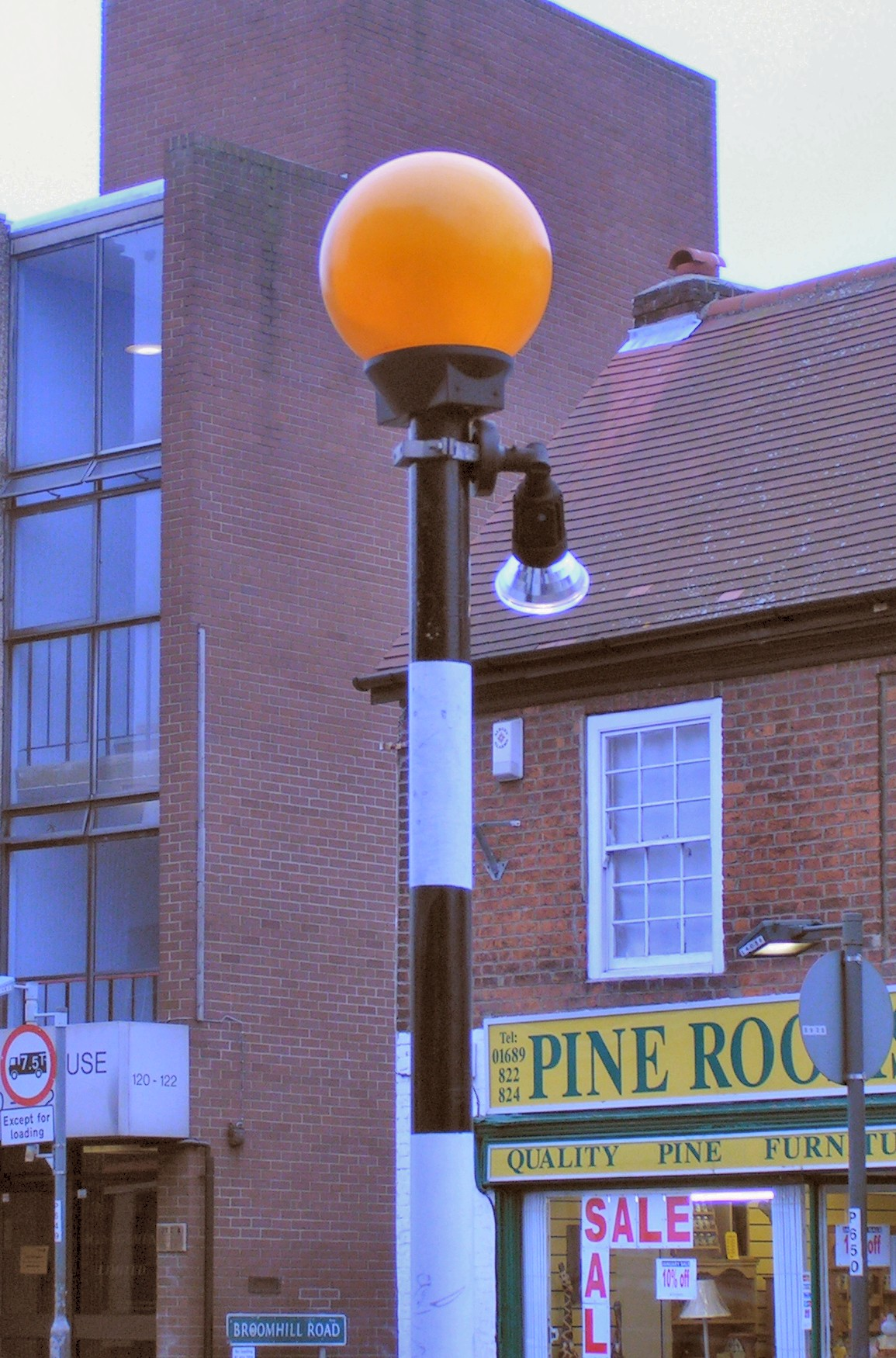
Knipperbol

Een knipperbol is een verkeersteken. Het is een bolvormige oranje lamp die ongeveer 40 keer per minuut knippert.
De bol staat op een zwart-witgestreepte paal van ca 3 meter hoogte bij voetgangersoversteekplaatsen om aan te geven dat rijdend verkeer voetgangers voor moet laten gaan.
De knipperbol is bedacht door de Britse minister van verkeer Leslie Hore-Belisha (1934-1937), die zelf bij het oversteken was aangereden door een auto. Naar hem worden ze in Groot-Brittannië "Belisha beacons" genoemd. Behalve in het Verenigd Koninkrijk worden ze ook in andere Angelsaksische landen gebruikt.
Knipperbollen werden in Nederland voornamelijk van 1957 tot 1962 geplaatst. In 1962 werd de Nederlandse wetgeving aangepast, zodat de automobilist voetgangers voor moet laten gaan op een zebrapad. Daarmee verdween de knipperbol grotendeels uit het straatbeeld.
Toch zijn of waren ze nog steeds sporadisch in het straatbeeld te zien, zoals vier exemplaren in het Arenapark in Hilversum (verdwenen anno 2023) en twee exemplaren in het centrum van Vlaardingen (Korte Hoogstraat). 
Ondanks hun korte aanwezigheid wordt ook nu de uitdrukking knipperbol-relatie nog gebruikt voor een relatie die niet erg standvastig is.